# Klein christusdoornblauwtje
Het klein christusdoornblauwtje (Tarucus balkanica) is een vlinder uit de familie Lycaenidae. De wetenschappelijke naam werd gepubliceerd in 1843 door Christian Friedrich Freyer.

## Verspreiding
De soort komt voor in Kroatië, Bosnië-Herzegovina, Servië, Montenegro, Noord-Macedonië, Albanië, Roemenië, Bulgarije, Griekenland, Turkije, Cyprus, Georgië, Armenië, Israël, Syrië, Iran, Tadzjikistan, Saoedi-Arabië, Verenigde Arabische Emiraten, Oman, Pakistan, India, Sri-Lanka, Algerije, Egypte, Mauritanië, Niger, Soedan en Oeganda.

## Waardplanten
In Europa leeft de rups op Paliurus spina-christi (Echte christusdoorn), in Afrika op soorten van het geslacht Ziziphus (Rhamnaceae).